# Plazma
Plazma  (zuvor bekannt als Slow Motion) ist eine im Jahre 2000 gegründete zweiköpfige russische Band, die zumeist technolastige Popsongs produziert.

## Bandgeschichte
Roman Tschernizyn und Maxim Postelni sind in Wolgograd geboren und aufgewachsen, wo sie zunächst nach der Schule die Band „Slow Motion“ gründeten. Nachdem sie Anerkennung in ihrer Heimatstadt fanden, siedelten die beiden nach Moskau über und wurden in ganz Russland zunehmend populär. In der Hauptstadt nahm Dmitri Malikow, ein wohlbekannter russischer Komponist und Produzent, die Band unter seine Fittiche. Er füllte diese Funktion fünf Jahre lang aus. Als Erstes beschlossen sie, sich vom alten Namen zu verabschieden, der übersetzt „Langsame Bewegung“ hieß. Der neue Name sollte leicht merkbar sein und in allen Sprachen gleich klingen. Man entschied sich für „Plazma“.
Die erste Single Take My Love (2000), wozu kurz darauf der erste Clip der Band gedreht wurde, platzierte sich innerhalb kurzer Zeit an der Spitze vieler russischer Musik-Charts. Das Lied wurde bereits nach der Schule von Tschernizyn und Postelni geschrieben. Im Studio von Dmitri Malikow wurde das Lied umgeschrieben: Man korrigierte die Melodie, wobei die Harmonie beibehalten wurde. Das Arrangement wurde überarbeitet.
Im selben Jahr erschien die Single zur „superdance“ Komposition The Sweetest Surrender.

## Alben

### Take My Love
Im Dezember 2000 erschien das Debütalbum, welchem der Name vom ersten Lied Take My Love verliehen wurde. Sofort nach dem Release wurde die CD zum Nummer 1 Hit in Russland. Die Gruppe wurde nun nicht nur in Russland, sondern auch international populär.

### 607
Vor der Veröffentlichung des zweiten Albums der Band war You'll Never Meet an Angel (Ende 2002) ein besonderer Hit.
Das neue Album, das die mysteriöse Bezeichnung 607 bekam, unterscheidet sich sehr von dem Material, das ins erste Album einging. Es ist erwachsenere, ernstere Musik mit komplizierterer Melodieführung.

### Black & White
2005 fand eine erfolgreiche Tour statt und es wurde an einem neuen Album gebastelt. Außerdem war geplant, in das Konzertprogramm noch mehr Abwechslung hineinzubringen. Als neues Bandmitglied wurde der Landsmann Nikolai Trofimow eingeladen, mit welchem die beiden Bandmitglieder aufgrund einiger gemeinsamer Wolgograder Projekte bereits bekannt waren.

## Sprache der Songs
Bereits zur Gründungszeit von Slow Motion beschlossen Tschernizyn und Postelni, dass all ihre Lieder in englischer Sprache verfasst werden sollen, und das ist auch die prinzipielle Einstellung der Mitglieder des Kollektivs. Einmal, weil sich beide als große Bewunderer der progressiven westlichen Musik bezeichnen und diese zum größten Teil in englischer Sprache geschrieben ist. Zum Zweiten glauben sie, dass russischsprachige Musik jenseits der Grenzen Russlands praktisch unbekannt ist. Folglich verfestige sich im Westen der Eindruck, es gäbe in Russland keine Bands, die qualitative Musik produzierten.

## Videos
Für Videos werden bevorzugt Profis engagiert, die in Russland für ihre Extravaganz berühmt sind. Deshalb erscheinen die singlebegleitenden, kurzen Streifen luxuriös und sogar etwas actionreicher gegenüber den Videos anderer russischer Bands. So wurde der zweite Clip zur „superdance“ Komposition The Sweetest Surrender von Personen, wie Regisseur Phillip Jankowski und Kameramann Wladimir Opeljanz gedreht. Mit dem zuletzt erwähnten machte sich die Band bereits beim Dreh für das erste Video für Take My Love bekannt.
Der dritte Clip der Band zur Komposition Lonely wurde Ende 2001 gedreht. Die Dreharbeiten fanden in einem pompösen usbekischen Restaurant mit vielen Katzen der Gattung russisch blau und einigen Models statt, vor allem, weil sich Irina Mironowa, berühmt für ihre spezielle Weltanschauung, als Regisseurin des Videos eingesetzt hat.
You'll Never Meet an Angel, dem im August 2002 ein vierter Clip gedreht wurde, nahm Malikow die Rolle eines Zigarren rauchenden Bosses ein. Grund hierfür war die Idee des Regisseurs Oleg Gusew. Das Resultat war ein kurzer Actionfilm.